# 粦鈴路
粦鈴路是泰國曼谷粦鈴縣的街道。東鄰勝利紀念碑，北經叻猜拉披色路至拍喃九路。

## 主要連接道路
- 叻猜威提路（Ratchawithi Road）；
- 叻猜巴洛路（Ratchaprarop Road）；
- 拍喃九路（Rama 9 Road）；
- 叻猜拉披色路（Ratchadaphisek Road）。